# Classe S-80
 (décembre 2024).
La classe S-80 plus est une classe de sous-marins d'attaque conventionnels à propulsion anaérobie fabriquée par Navantia. Elle est destinée à remplacer les sous-marins à propulsion classique de la classe Agosta équipant l'armada espagnole et dont la mise en service était prévue à l’origine en 2015 avant d'être reportée, à cause de défaillances dans la conception, à 2022. Le coût initial était évalué à près de 2 milliards d'euros en 2004 mais, en 2024 le coût est réévalué à plus de 4 milliards d'euros pour l'ensemble du projet, soit le double de l'estimation initiale 

## Historique
En 2008, DCNS demande à son avocat Me Jean-Georges Betto  de traduire Navantia devant la Cour internationale d'arbitrage pour avoir pillé ses droits de propriété intellectuelle en vue de développer le programme de sous-marins domestiques espagnols S80. En 2010, les parties mettent fin à leur litige en cessant leur coopération sur les sous-marins Scorpène qui seront désormais commercialisés et réalisés uniquement par DCNS,. 
En 2012, la marine indienne souhaite en incorporer six dans sa flotte de sous-marins sous le nom de Project 75I mais cela sera sans suite.
En 2013, à la suite d'erreurs de calcul, ou en ajoutant de nouveaux dispositifs électroniques et de combat, l'annonce est faite que les S-80 sont partis pour peser 75 à 100 tonnes de plus que prévu, ils ne peuvent supporter la masse des équipements électroniques et du système de combat au point qu'ils ne pourraient pas refaire surface. À la suite de la demande de Madrid, Electric Boat, filiale de General Dynamics a alors proposé “d’accroître le déplacement du sous-marin, en augmentant sa longueur, puisque l’écart est de plus de 8 %.” ce qui modifie les plans de construction qui affecteront en premier le S-82. Il devrait être le premier sous-marin de la classe à être livré d'ici 2017 d'après les prévisions, alors que la construction du premier exemplaire (S-81 Isaac Peral) ne pourra être modifiée dans l'immédiat, étant trop avancée. Ce dernier sera livré en dernier en 2018 à l'armada en raison de la complexité et du coût d'une telle opération de transformation.
En septembre 2014, les problèmes de sur-masse, détectés dans le sous-marin S-80, que construit Navantia pour la marine espagnole, ont été déclarés comme résolus par Navantia avec l'aide du constructeur de sous-marins américain General Dynamic Electric Boat. Il a fallu augmenter son volume et donc ajouter une nouvelle section longue de sept mètres. Les travaux de construction ont repris fin octobre 2014. En tenant compte du retard les S-82 Narciso Monturiol, S-83 Cosme García, S-80 Isaac Peral, et S-84 Mateo García de los Reyes, devaient entrer en service en 2016, 2018, 2018 et 2019 mais ce calendrier n’a pas été tenu. 
En janvier 2018, on espère une entrée en service entre 2022 et 2027. Avec un plafond de dépenses courantes de 2 135 millions d'euros, le ministère de la Défense espagnol prévoit d'augmenter de 1 500 à 1 800 millions d'euros pour la construction des quatre unités nécessaires.
Les trois derniers des quatre sous-marins construits à partir des Agosta de la marine française de la fin des années 1970 resteront probablement en service plus longtemps en attendant l'arrivée des quatre S80 de Navantia.

## Navires commandés
Espagne
- Isaac Peral (S-81), livraison prévue en janvier 2018 pour mai 2021[1];
- Narciso Monturiol (S-82), livraison prévue en janvier 2018 pour mai 2023;
- Cosme García (S-83), livraison prévue en janvier 2018 pour mars 2026;
- Mateo García de los Reyes (S-84), livraison prévue en  juillet 2027.

Ils remplacent les sous-marins de la classe Agosta suivants :
- Galerna (S-71) en service depuis 1983
- Siroco (S-72) mis en service en 1983, retiré du service le 26-06-2012
- Mistral (S-73) en service depuis 1985
- Tramontana (S-74) en service depuis 1986

## Conception
Les sous-marins sont équipés d'un nouveau système de propulsion conçu pour un haut degré d'autonomie sous l'eau. Selon leur conception, les S-80 sont loin devant les sous-marins à propulsion diesel-électrique classiques et même supérieurs aux AIP conventionnels des dernières générations[réf. nécessaire]. Ce sont des sous-marins océaniques de tonnage moyen ayant la capacité d'effectuer des missions de longue durée dans des scénarios éloignés de leur base, agissant avec un maximum de discrétion. Ils auront un système de contrôle de plateforme intégré qui permet de fonctionner avec un équipage réduit et un haut degré d'automatisation. Les caractéristiques de cette classe de navires les placent à un niveau proche de ceux de la propulsion nucléaire.[Information douteuse] Il n'a pas été précisé s'ils seront recouverts de tuiles anéchoïquesou pas.

### Armement
Le S-80 pourra utiliser l'armement suivant :
| Système                                                                          | Pays        | Fabricant                         | Notes                                         |
| -------------------------------------------------------------------------------- | ----------- | --------------------------------- | --------------------------------------------- |
| Silos et systèmes d'armes                                                        | Espagne     | Navantia et FABA Sistemas         | Fabriqué en Espagne                           |
| tubes lance-torpilles (6 par sous-marin)                                         | Royaume-Uni | Babcock International Group       | Fabriqué par sa filiale Strachan & Henshaw    |
| Système de chargement des armes                                                  | Royaume-Uni | Babcock International Group       | Fabriqué par sa filiale Strachan & Henshaw    |
| Système de lancement de torpilles                                                | Royaume-Uni | Babcock International Group       | Fabriqué par sa filiale Strachan & Henshaw    |
| Système de lancement de contremesures                                            | Royaume-Uni | Babcock International Group       | Fabriqué par sa filiale Strachan & Henshaw    |
| Torpilles lourdes DM2/A4                                                         | Allemagne   | STN Atlas Electronik              |                                               |
| Capacité de lancement de missiles de croisière de longue portée UGM-109 Tomahawk | États-Unis  | Raytheon Systems                  | Si achat par l'Espagne                        |
| Capacité de lancement de missiles antinavires UGM-84 Sub-Harpoon block II        | États-Unis  | Boeing Integrated Defense Systems | Capacité limitée contre des cibles terrestres |
| Mines marines multi-influences                                                   | Espagne     | SAES                              |                                               |

En 2022, le choix d'équiper les frégates de Classe F-110 en construction et celles de la Classe Alvaro de Bazan du Naval Strike Missile, un missile antinavire faisant également office de missile de croisière naval laisse augurer également son intégration à cette classe de sous-marins à la place du AGM-84 Harpoon et du Tomahawk, dans sa version missile à changement de milieu, encore en développement.

### Capteurs
| Système                                                       | Pays               | Fabricant                          | Notes                                                                                         |
| ------------------------------------------------------------- | ------------------ | ---------------------------------- | --------------------------------------------------------------------------------------------- |
| Système de combat SUBICS (SUBmarine Integrated Combat System) | États-Unis Espagne | Lockheed Martin Navantia           | Développé à partir des systèmes de combat de la classe Seawolf par Lockheed Martin            |
| Nœud du système de combat (SCOMBA)                            | Espagne            | Navantia                           |                                                                                               |
| Consoles multifonctions CONAN SUB                             | Espagne            | Sainsel                            | Filiale de Navantia                                                                           |
| Logiciel des consoles                                         | Espagne            | Navantia, FABA Sistemas et SAES    | Filiale de Navantia                                                                           |
| Intégration du système de combat                              | Espagne            | Navantia et FABA Sistemas          |                                                                                               |
| Logiciel du système conjoint de sonar                         | Espagne            | Navantia et FABA Sistemas          |                                                                                               |
| Sonar cylindrique de tête                                     | États-Unis         | Lockheed Martin et EDO Corporation |                                                                                               |
| Sonar de flan                                                 | États-Unis         | Lockheed Martin                    |                                                                                               |
| Télémètre sonar                                               | États-Unis         | Lockheed Martin                    |                                                                                               |
| Intercepteur sonar                                            | États-Unis         | Lockheed Martin                    |                                                                                               |
| Sonar remorqué DTAS                                           | Espagne            | SAES                               |                                                                                               |
| Système de contrôle du sonar remorqué                         | Espagne            | SAES                               |                                                                                               |
| Système de monitorage du bruit propre                         | Espagne            | SAES                               |                                                                                               |
| Radar de superficie Aries-S                                   | Espagne            | Indra Sistemas                     |                                                                                               |
| Système de guerre électronique                                | Espagne            | Indra Sistemas                     | Exporté pour les sous-marins de la Deutsche Marine, Marina Militare et la Marine Indonésienne |
| Transpondeur IFF                                              | Espagne            | Indra Sistemas                     |                                                                                               |
| Système de communications intégrées ICCS                      | Portugal           | EID                                |                                                                                               |
| Système de communication tactique Data Link 22                | Espagne            | Tecnobit                           |                                                                                               |
| Équipes de radiocommunication terrestres                      | Allemagne          | Rohde & Schwarz                    |                                                                                               |
| Système de communications chiffrées par satellites TS UB-80   | Espagne            | Indra Sistemas                     |                                                                                               |
| Système de mâts rétractables                                  | Espagne            | Indra Sistemas                     | Fabriqué en Espagne sous licence de Kollmorgen Electro-Optical                                |
| Périscopes et systèmes optroniques                            | États-Unis         | Kollmorgen Electro-Optical         | Fabriqués par sa succursale Calzoni                                                           |
| Antennes                                                      | États-Unis         | Kollmorgen Electro-Optical         | Fabriqués par sa succursale Calzoni                                                           |

## Missions
Ils devront assurer les missions suivantes :
- Protection de troupes débarquées
- Protection de la flotte
- Surveillance du littoral
- Attaque d'objectifs terrestres
- Attaque d'objectifs navals et sous-marins
- Débarquement de troupes spéciales en tant que bâtiment base de plongeur (sans qu'il soit précisé si cela se fera au moyen d'un hangar de pont ou d'un sas intégré au navire)

## Commercial

### Prospections en cours
- Pologne : le programme Orka de la marine polonaise prévoit l'acquisition de 3 sous-marins. Outre la classe S-80[17], la compétition inclut les français avec la classe Scorpène[18], les Allemands avec type 212 CD et les Suédois avec la classe Blekinge[19],[20], les Coréens avec la classe Dosan Ahn Changho[21].
- Philippines : en début 2025, Navantia propose deux sous-marins S-80 pour 1,7 milliard de dollars, dans le cadre du programme de modernisation Horizon III[22].

### Échec de vente
- Australie : le S-80 a été en compétition dans l'appel d'offre pour la  Classe Attack, face au A26 de Saab, au type 216 de HDW, et surtout la classe Sōryū de Mitsubishi et Kawasaki[23] et le Shortfin Barracuda de Naval Group. C'est le Shortfin Barracuda qui gagne la compétition en 2016[24]… avant d'être brutalement évincé du projet.
- Pays-Bas : le S-80 a été éliminé de la compétition pour la fourniture de la classe Orka dès 2019, laissant les 3 finalistes, le type 212 CD, le Blacksword  Barracuda et le C718 (une version agrandie du A26) s'affontrer pour la suite de la compétition[25]. Celle-ci sélectionnera le Blacksword Barracuda en 2024[26].